# Новокиевка (Кетрисановская сельская община)
Новоки́евка (укр. Новокиївка) — село в Кетрисановской сельской общине Кропивницкого района Кировоградской области Украины.
До 2020 года входило в Бобринецкий район
Население по переписи 2001 года составляло 143 человека. Почтовый индекс — 27240. Телефонный код — 5257. Занимает площадь 0,604 км². Код КОАТУУ — 3520887206.